# Wacław Grzegorz Koral
Wacław Grzegorz Koral pseud. Kowacz, Mały, Świder (ur. 24 września 1876 w Warszawie, zm. 10 lipca 1949 w Szklarskiej Porębie) – działacz SDKPiL, PPS i związków zawodowych, drukarz.
Syn rzemieślnika Stanisława i Małgorzaty Kuroń. Po ukończeniu 4 klas szkoły powszechnej przez 5 lat praktykował jako zecer, a od 1897 był składaczem w kilku warszawskich drukarniach. W marcu 1898 był delegatem podczas strajku drukarzy. Podczas pobytu w Berlinie w 1900 poznał kilku działaczy SDKPiL i pod ich wpływem wstąpił do tej partii. W 1901 organizował kółka robotnicze i założył wraz z Janem Rosołem tajną drukarenkę partyjną. Kilkakrotnie aresztowany, w 1903 zesłany do Wierchojańska, skąd w 1905 zbiegł. Założyciel filii warszawskiego związku zawodowego drukarzy w Wilnie. W Warszawie pracował w Drukarni Naukowej przy wydawaniu "Przeglądu Codziennego". Współorganizował strajki drukarzy. Działał w Towarzystwie Kultury Polskiej. W 1916 był jednym z założycieli i pierwszym przewodniczącym legalnego Związku Zawodowego Drukarzy, kierując jego akcjami strajkowymi do 1919. W 1918 wstąpił do PPS i Stowarzyszenia Byłych Więźniów Politycznych. 1919-1920 był kierownikiem drukarni "Rola", a następnie "Naszej Drukarni" i drukarni "Orka". W 1921 brał udział w zakładaniu Koła Drukarzy PPS i działał w jego zarządzie. Jeden z czołowych działaczy Związku Zawodowego Drukarzy i Pokrewnych Zawodów w Polsce, był m.in. zastępcą sekretarza związku. Uczestnik jego zjazdów w 1930, 1933, 1936 i 1939. W 1933 był prezesem Warszawskiej Rady Związku Zawodowego. Założył pisma "Wiadomości Graficzne" i "Drukarz Związkowiec". Działacz ruchu spółdzielczego. We wrześniu 1939  brał udział w obronie Warszawy. Podczas okupacji organizował wraz z synem Tadeuszem sabotaż i dywersję z ramienia RPPS, przechowywał w mieszkaniu broń i materiały wybuchowe. Od 1945 był drukarzem w drukarni "Czytelnika", "Robotnika" i RSW "Prasa". Brał udział w odtwarzaniu Związku Zawodowego Drukarzy, członek zarządu związku i przewodniczący jego sądu koleżeńskiego. W grudniu 1948 wstąpił do PZPR.
Autor ponad stu artykułów i kilku książek, w tym wspomnień: "Przez partie, związki, więzienia i Sybir 1898-1928. Wspomnienia drukarza z działalności w ruchu socjalistycznym i zawodowym" (1933). Odznaczony m.in. Krzyżem Niepodległości i Złotym Krzyżem Zasługi.